# Purificación García
Purificación García Ribera (Castrelo do Val, 25 de junio de 1952) es una diseñadora de moda española. Desde 1998, la marca Purificación García la comercializa el grupo STL.

## Trayectoria
Purificación García nació en una aldea del concejo gallego de Castrelo do Val, en la provincia de Orense. Aunque tuvo una hermana mayor, murió de pulmonía antes de nacer ella. Con apenas tres años, su familia emigró a Uruguay, donde vivió el resto de su infancia y los primeros años de su juventud. Al principio, sus padres trabajaron en una estancia, su padre como leñador y su madre cultivando el huerto de la explotación. Posteriormente, la familia se estableció en Montevideo, donde fueron porteros de un edificio. Tras un intento infructuoso de hacer la carrera de Medicina, de la que solo llegó a cursar el primer año, se puso a trabajar en una empresa de tejidos de punto donde, comenzando como aprendiz, llegó a ser diseñadora.
A los veintiún años se casó con Daniel Álvarez, un técnico uruguayo de televisión, y juntos crearon una empresa de importación de pieles. Emigraron a Canadá, donde Purificación estudió un máster en Ingeniería Textil. Al año y medio de su llegada a Canadá, se mudaron a Nueva York. Sin embargo, pasaron poco tiempo en la ciudad estadounidense y, en 1977, se establecieron en España, inicialmente en Palma de Mallorca, donde Purificación comenzó a confeccionar sombreros, bolsos, camisetas y otras prendas de ropa hechas a mano. Ella misma vendía sus diseños por las playas de la isla. En 1980 se mudaron de nuevo, primero a Gavá y, poco después, a Barcelona, ciudad que desde entonces sería su residencia y en donde presentó, en 1981, su primera colección. En la capital catalana nacieron también sus tres hijos: María Ximena (1980) y Soledad (1982), de su primer marido, del que se divorció en 1985; y Marc (1990), de su segundo.
Tras la presentación de su primera colección en 1981, a partir de 1983 comenzó a desfilar anualmente tanto en Madrid como en Barcelona. En 1985 abrió su primera tienda en Amberes (llegando a formar parte de su prestigiosa Academia de Modas) y en 1989 desfiló por primera vez en la Pasarela de Milán. Un año después lo hizo en Tokio, tras la apertura previa de dos tiendas en la capital japonesa, Osaka y Kyoto. En 1985 se asoció con un grupo de inversores japoneses, pero a principios de los noventa estos retiraron la inversión, ante la falta de soporte industrial con que contaba la diseñadora. Los noventa fueron unos años difíciles para Purificación García, aunque se las arregló para abrir una pequeña boutique-taller en Barcelona, especializada en lo que bautizó como "nueva costura", y para diseñar colecciones de novia, que a partir de 1997 se presentaron en la pasarela del grupo Novia España.
En 1998 tomó una decisión trascendental, al fichar por Sociedad Textil Lonia (STL). La empresa textil, con sede en Orense, había sido creada poco antes por Josefina, Javier y Jesús Domínguez, hermanos del modisto Adolfo Domínguez, con el que habían roto, los cuales habían utilizado el dinero obtenido con la salida a bolsa de la firma de su hermano para crear STL, en la que también participaba Louis Vuitton & Moët Hennessy (LVMH). Purificación García se encargaría del diseño y dirección de colecciones masculina y femenina de prêt-à-porter, junto con sus correspondientes accesorios. De la fabricación y la comercialización, bajo la marca Purificación García, se encargaría STL. Sin embargo, en noviembre de 1999 la relación con STL dio un giro radical cuando, durante la renegociación de su contrato, fue acusada por los hermanos Domínguez de espionaje industrial, llegando incluso a ser detenida en el aeropuerto de Vigo. La denuncia fue archivada tres meses después, y el conflicto se resolvió mediante un acuerdo extrajudicial por el que García prosiguió su vinculación con STL, que dura hasta la actualidad. En palabras de la propia Purificación García, «Muchos diseñadores se han quedado por el camino porque no han sabido trabajar con la industria. Quizás es un problema de ego. Tienes que dejarlo a un lado. Cuando firmas con un grupo debes saber muy bien qué te vas a encontrar y asegurarte de que la balanza esté equilibrada: pierdes una cierta libertad de acción, pero ganas en expansión, en capacidad de llegar a la gente, en difusión... Yo al final lo he llegado a entender, pero me ha costado».
En 2001 publicó un libro, Tener Estilo (Temas de Hoy) y en 2003 creó el Premio de Fotografía Purificación García con el fotógrafo Chema Madoz, galardón que se ampliaría, en abril de 2011, con la convocatoria del Premio Purificación García de Fotografía Latinoamericana dentro de la feria de arte Zona MACO.

## Premios y reconocimientos
- Premio FEDEPE 2017 en la categoría Liderazgo Mujer Empresaria, otorgado por La Federación Española de Mujeres Directivas, Ejecutivas, Profesionales y Empresarias.[13]
- En noviembre de 2011 fue condecorada con la Medalla de Plata al Mérito en el Trabajo otorgada por el Ministerio de Trabajo e Inmigración.[1]